# 春を抱いていた
『春を抱いていた』（はるをだいていた）は、新田祐克による日本のBL漫画作品。『MAGAZINE BE × BOY』（リブレ出版）にて1999年から2009年まで連載された。2004年にはOVA化などのメディアミックスがなされた。英語版は「ビー・ビューティフル」（Be Beautiful）から「Embracing Love」の英題で出版されている。
2007年には今作の派生作品である『冬の蝉』がOVA化された。
2008年6月28日発売の「BE・BOY GOLD」8月号（リブレ出版）で発表された「春を抱いていた」シリーズNo.49・「スタンドオン・ベッセル」の扉絵が、ファッションブランド広告からの盗用である事が発覚。作者公式サイト及びリブレ出版公式サイトに謝罪文が掲載された。13巻までのコミックスの出荷が停止されたが、100ページ超の書下ろしをくわえた「春を抱いていた」の最終巻（14巻）を2009年12月に発売した。
新章『春を抱いていた ALIVE』が『BE・BOY GOLD』(リブレ出版)にて、2012年4月から2020年2月まで連載された。

## あらすじ
岩城京介、香藤洋二の2人はAV男優。この2人の出会ったきっかけはある映画のオーディションであった。そのオーディションに受かったのは岩城だったが、その映画が反響を呼び、ドラマ化するにいたって落ちたはずの香藤が出演。2人が共演していくにあたって香藤が岩城に惚れ、猛アプローチを繰り広げる。そんな香藤相手に徐々に心を開いていく岩城。そして2人は全世界公認のカップルとなる。
数多くのドラマ、映画出演を重ね、2人は日本を代表する俳優として成長する。派生作品である「冬の蟬」が本編内で映画化されることになり、岩城と香藤の共演が実現。ジャパン・アカデミー賞の主演男優賞にＷノミネートされるが、岩城が受賞する。
14巻（2009年発表）では、首都・東京直撃の大震災が発生。震災の影響で撮影中だった香藤の映画は頓挫しかけるが、香藤の説得により存続が決定し、完成する。1年延期となったジャパン・アカデミー賞の主演男優賞にノミネートされ、前回受賞者でプレゼンターを務める岩城が、今回受賞者の名前を発表する直前、香藤と岩城のアップで終わりとなる。
震災後からしばらく経過した新章「ALIVE」では、大河ドラマに出演する岩城に、海外の映画に参加する香藤と絶好調の2人。香藤が主演するスペシャルドラマに、甥・洋介が子役として、岩城の恩人の息子、新人俳優の翔がデビューを果たす。
私生活では、過去に数回、浮気疑惑が報道される（いずれも事実無根）など、一時的に仲違いすることはあるものの、東京の一等地に共同名義でスイートホームを建設（3巻）、新婚旅行で訪れた米・西海岸では結婚式を挙げる（6巻）など、芸能界一のおしどり「夫婦」として認識されている。

## 登場人物
岩城京介（いわき きょうすけ）
声：森川智之
本作の主人公。私生活よりも仕事を優先する控え目な男性。役者を目指し上京するも、見栄えが良すぎる為、却って役者として使いづらいと製作側から認知されており、端役しか得ることができなかった。結果、生活していく為にAV男優としてデビューし、人気AV男優としてそれなりの収入を得るようにもなるが、自身の成人映画への出演歴と香藤との関係のため、保守的な家族との間に軋轢がある。香藤に告白をされ、全世界公認のカップルとなった。映画「春を抱いていた」の相手役で一躍有名になり、ドラマ「春を抱いていた」では香藤と初共演をする。
香藤いわく「フェロモンが漏れている」ためか、過去に2回、レイプを受けそうになった（いずれも未遂）ほか、とかく周囲の男性たちにもてるが、本人に自覚はあまりない。
所属していたプロダクションから独立を計画するものの諸問題が発生し、結局は所属元を社長から継承し自ら社長に就任する。
香藤洋二（かとう ようじ）
声：三木眞一郎
大学時代の先輩を通じてAV業界に飛び込む。その頃に既に人気AV男優になっていた岩城への反発心もあったが、岩城・加藤でずば抜けた人気男優となる。そんなおり、映画「春を抱いていた」でオーディションをし、岩城に負けるが、ドラマ「春を抱いていた」では相手役として岩城と共演する。
大胆で社交的な、将来を有望視されている俳優。隠しだてのない性格が幸運と問題の両方を呼び込む。執拗に岩城を追い求め、遂にその愛を勝ち取った。彼の選択と同性愛とを受け入れるようになる非常に開放的で物分りの良い家族を持つ。
岩城がもてることをいつも心配しており、かなりのやきもち焼き。
佐和渚（さわ なぎさ）
声：井上和彦
劇中劇小説である『春を抱いていた』の原作者。警察官僚だったものの、親族に問題があり所轄に左遷される。出世の道を絶たれ、警察官としてもキャリアとしてもやる気を失っていたが、退職するまでに至っていなかった。新宿2丁目のゲイバーにある事案で捜査に臨場した際、化粧品を万引きしてしまう。そして、自らのマイノリティを自覚し、警察を退職。その後、作家として書き綴ったのが、劇中劇小説である『春を抱いていた』。
保守的で支配的な家族のため、現在は女装している。沢雪人とは従兄弟兼恋人関係。
沢雪人（さわ ゆきひと）
声：鈴木千尋
佐和渚の従弟で愛人。大人しく人見知りをする性格。岩城や香藤と知り合っていく中で、徐々に明るくなっていく。
浅野伸之（あさの　のぶゆき）
声：森久保祥太郎 
岩城の事務所に所属する新進俳優。デビュー前に岩城のマネジャーをしていた際、岩城とできていると嘘をリーク、話題になろうと画策したことがあった。その後は共演したこともあり、今では2人を先輩俳優として尊敬している。
小野塚悠（おのづか ゆう）
声：遊佐浩二
香藤とデビューが同期のタレント。某有名雑誌のコンテストをきっかけに、芸能界入り。香藤、宮坂と共に3人でつるむことが多い。愛犬家。
宮坂敬吾（みやさか けいご）
声：鳥海浩輔
香藤とデビューが同期のタレント。某有名雑誌のコンテストをきっかけに、芸能界入り。一時、岩城を本気で好きな時期があった。
漆崎一成（うるしざき かずなり）
声：伊藤健太郎
若い頃の岩城に似ている香藤のストーカーで、より一層彼を追い掛け回すレポーターとなる。リポーターをやっている理由は「趣味と実益を兼ねるため。また岩城のことを少しでも辛口に書くため」。
菊地克哉（きくち かつや）
声：成田剣
数年前に同性愛スキャンダルを起こした俳優で、岩城と香藤の関係に対して好意的な世間の反応に嫉妬している。香藤とは1度共演する。岩城からは慕われている。

## 書誌情報
- 新田祐克『春を抱いていた』、リブレ出版〈スーパービーボーイコミックス〉、全14巻
  1. 1999年4月20日発売、ISBN 978-4-8827-1961-8
  2. 2000年1月20日発売、ISBN 978-4-8827-1998-4
  3. 2000年12月10日発売、ISBN 978-4-8352-1139-8
  4. 2001年6月10日発売、ISBN 978-4-8352-1205-0
  5. 2002年1月10日発売、ISBN 978-4-8352-1300-2
  6. 2002年8月10日発売、ISBN 978-4-8352-1367-5
  7. 2003年2月10日発売、ISBN 978-4-8352-1419-1
  8. 2003年9月10日発売、ISBN 978-4-8352-1494-8
  9. 2004年9月10日発売、ISBN 978-4-8352-1651-5
  10. 2005年5月10日発売、ISBN 978-4-8352-1747-5
  11. 2006年2月10日発売、ISBN 978-4-8352-1863-2
  12. 2007年2月10日発売、ISBN 978-4-8626-3122-0
  13. 2008年3月10日発売、ISBN 978-4-8626-3365-1
  14. 2009年11月10日発売、ISBN 978-4-8626-3709-3
- 新田祐克『春を抱いていた ALIVE』、リブレ出版〈スーパービーボーイコミックス〉、全6巻
  1. 2014年3月10日発売、ISBN 978-4-7997-1456-0
  2. 2015年7月10日発売、ISBN 978-4-7997-2608-2
  3. 2016年5月10日発売、ISBN 978-4-7997-2947-2
  4. 2017年6月9日発売、ISBN 978-4-7997-3352-3
  5. 2018年6月9日発売、ISBN 978-4-7997-3864-1
  6. 2020年6月10日発売、ISBN 978-4-7997-4811-4
- 「春を抱いていた」スピンオフ[1]
  - 『カジノ・リリィ』
  - 『愛してるでは重すぎて』
  - 『春を抱いていた　afterward』
  - 『愛してるでは甘すぎて』
  - 『ロマンティック ロボティクス』

## OVA

### スタッフ
- 原作：新田祐克「春を抱いていた」
- 監督：新田義方
- エグゼクティブプロデューサー：小林正樹
- プロデューサー：大宮三郎、棚田俊晴
- アシスタントプロデューサー：鳥飼えいこ
- キャスティングマネージャー：鈴木孝太
- キャラクターデザイン・総作画監督：まるふじひろたか
- 作画監督：澄藤真、まるふじひろたか
- オープニング原画：新田祐克
- 脚本：渡辺麻実
- 絵コンテ：新田義方
- 演出：石月直澄
- 美術監督：沼井信朗、宮前光春
- 音響監督：阿部信行
- 音楽：佐々木聡作
- 音楽制作：フロンティアワークス
- 音楽プロデューサー：吉川明
- 音楽ディレクター：矢部敦志
- 制作進行：福田元基
- アニメーション制作：トライネットエンタテインメント、ネスト
- 製作：春を抱いていた製作委員会

### 主題歌
オープニングテーマ「private truth」
作詞：前田たかひろ、作曲：藤木和人、編曲：丹波博幸、歌：森川智之
エンディングテーマ「One Night Cruising」
作詞：小笠原ちあき、作曲：Ug（ゆーじー）、編曲：荒木真樹彦、歌：三木眞一郎

## 関連商品

### 画集
- 春を抱いていた イラスト&カラー短編集 KISS OF FIRE（ビブロス、2004年6月9日初版第1刷発行）ISBN 4-8352-1588-5

### 関連CD
| 枚       | 発売日         | タイトル                                      | レーベル                     | 規格品番  |
| ドラマCD | ドラマCD       | ドラマCD                                      | ドラマCD                     | ドラマCD  |
| -------- | -------------- | --------------------------------------------- | ---------------------------- | --------- |
| 1        | 2000年7月25日  | 春を抱いていた                                | インターコミュニケーションズ | INCD-308  |
| 2        | 2001年9月25日  | 春を抱いていた 2                              | インターコミュニケーションズ | INCD-317  |
| ※        | 2002年5月25日  | 冬の蝉 春を抱いていた―前世編―                 | インターコミュニケーションズ | INCD-2201 |
| 3        | 2002年9月25日  | 春を抱いていた 3                              | インターコミュニケーションズ | INCD-2203 |
| 4        | 2003年6月27日  | 春を抱いていた 4                              | インターコミュニケーションズ | INCD-2208 |
| ※        | 2004年2月27日  | プレミア 春を抱いていたスペシャル             | インターコミュニケーションズ | INCD-2211 |
| 5        | 2004年12月5日  | 春を抱いていた 5                              | インターコミュニケーションズ | INCD-2217 |
| 6        | 2006年1月20日  | 春を抱いていた 6                              | インターコミュニケーションズ | INCD-2230 |
| 7        | 2007年1月25日  | 春を抱いていた 7                              | インターコミュニケーションズ | INCD-2234 |
| 8        | 2009年12月18日 | 春を抱いていた 8（3枚組）                     | Bell season records          | ETT-002   |
| 9        | 2011年12月23日 | 春を抱いていた 9                              | Bell season records          | ETT-006   |
| 10       | 2013年10月25日 | 春を抱いていた 10                             | Bell season records          | ETT-009   |
| 音楽CD   |                |                                               |                              |           |
| 1        | 2005年4月22日  | OVA 春を抱いていた ボーカル＆サウンドトラック | フロンティアワークス         | HARU-2005 |

### DVD
フロンティアワークス として発売
- 『春を抱いていたI』第1巻（2005年3月31日発売）TNDV-3001
- 『春を抱いていたII』第2巻（2005年5月28日発売）TNDV-3002